# Zdenek Hruban
Zdenek Hruban, auch Sidonius Hruban (* 15. Juni 1921 in Prerau; † 18. September 2011 in Chicago) war ein US-amerikanischer Mediziner.

## Biographie
Hruban wurde als Sohn des Professors an einer landwirtschaftlichen Schule, Jaroslaus Hruban, geboren. Aus Mähren stammend, konnte er nach seiner Schulzeit am Realgymnasium in Prerau nicht dort studieren, da im Protektorat Böhmen und Mähren alle Universitäten geschlossen wurden. Daher studierte er an der Universität Rostock Medizin. Nach dem Ende des Zweiten Weltkriegs setzte er das Studium an der Universität Hradec Králové fort. Da seine Familie von der kommunistischen Polizei bedroht wurde, floh er 1948 über Mariánské Lázně in den Westen. Ein Jahr war er als Hilfskraft im psychiatrischen Krankenhaus in Gloucester tätig. Dann ging er in ein Flüchtlingslager in Deutschland, von wo ihm mit Hilfe seiner Schwester die Ausreise in die USA gelang. 1951 kam er in Wisconsin an. Im Folgejahr bekam er ein Stipendium an der University of Chicago und wurde dort 1963 Ph. D. und 1973 zum Professor für Pathologie ernannt und 1991 emeritiert. Er machte Beiträge zu den Anfängen der Elektronenmikroskopie in der klinischen Pathologie und zu ersten Beschreibungen von Peroxisomen. Zu seinen Auszeichnungen gehört die Aufnahme in die Sigma Xi. 1998 überreichte ihm Václav Havel eine Verdienstmedaille (Tschechien).
1957 bekam er die US-Staatsbürgerschaft. Mit seiner Gattin Jarmila hatte er drei Kinder. Außerdem engagierte er sich für ausgewanderte Tschechen und Slowaken, indem er wesentlich beitrug zum Aufbau einer Sammlung von ca. 10.000 Büchern zu dem Thema für die Joseph Regenstein Library.